# Giải Critics' Choice lần thứ 25
Lễ trao giải Critics' Choice lần thứ 25 (tiếng Anh: 25th Critics' Choice Awards; tạm dịch: Giải Lựa chọn của giới phê bình điện ảnh lần thứ 25) được tổ chức vào ngày 12 tháng 1 năm 2020 tại sân bay Santa Monica, cùng lúc với lễ trao giải thưởng truyền hình, nhằm tôn vinh những cá nhân/tác phẩm nổi bật nhất của điện ảnh 2019. Lễ trao giải được phát sóng trên The CW và do Taye Diggs chủ trì. Các đề cử được công bố vào ngày 8 tháng 12 năm 2019.

## Giải thưởng và đề cử

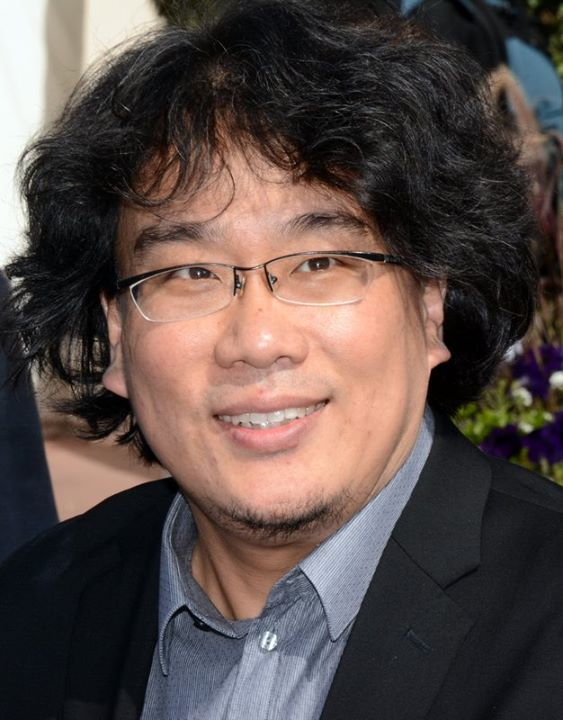
Bong Joon-ho, đồng chủ nhân giải Đạo diễn xuất sắc nhất

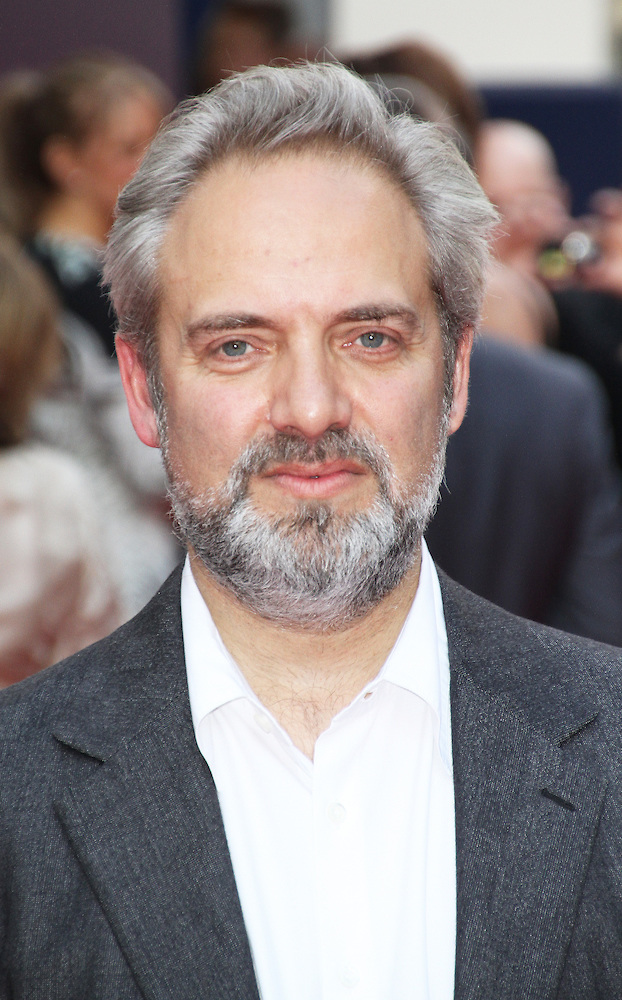
Sam Mendes, đồng chủ nhân giải Đạo diễn xuất sắc nhất

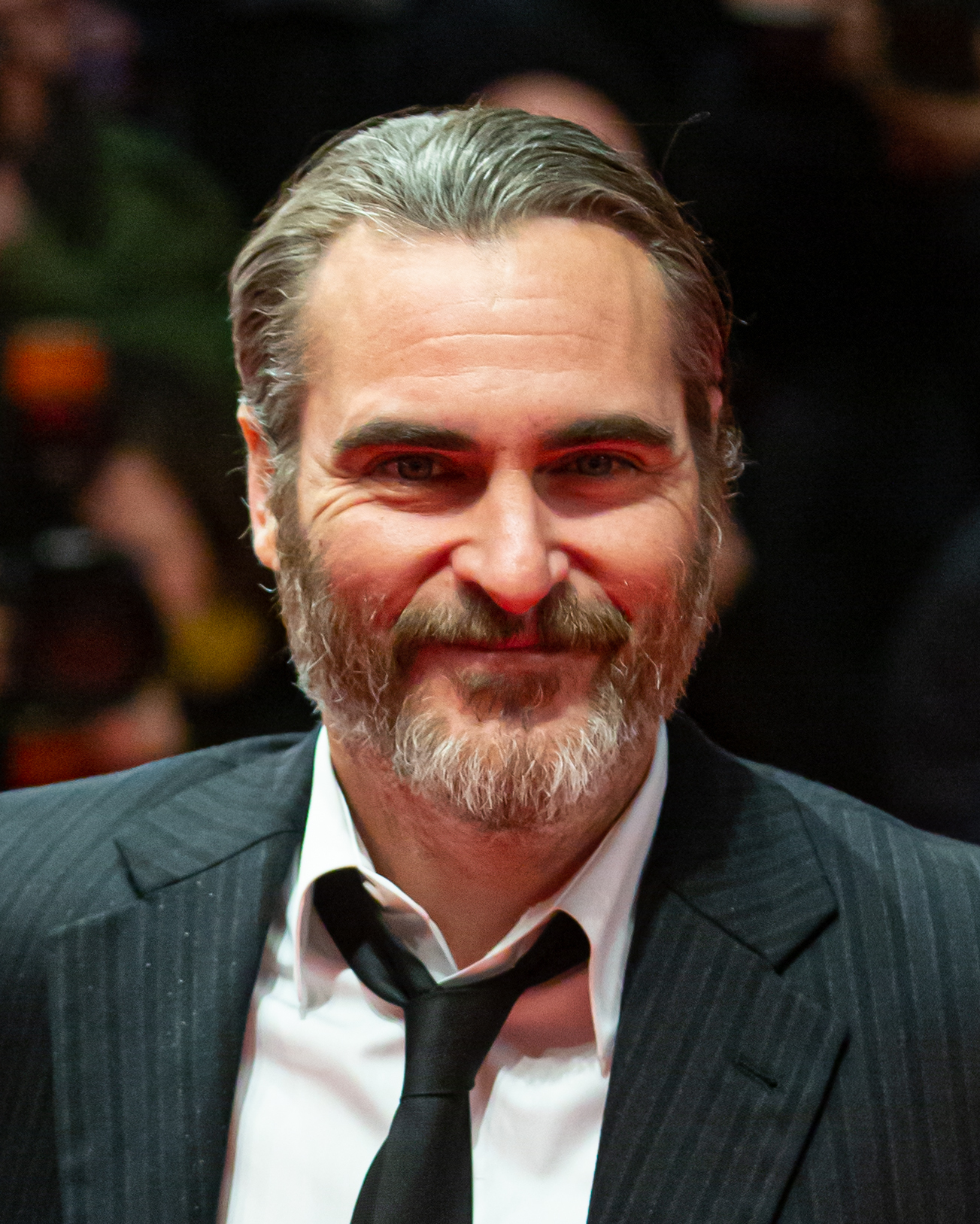
Joaquin Phoenix, Nam diễn viên chính xuất sắc nhất

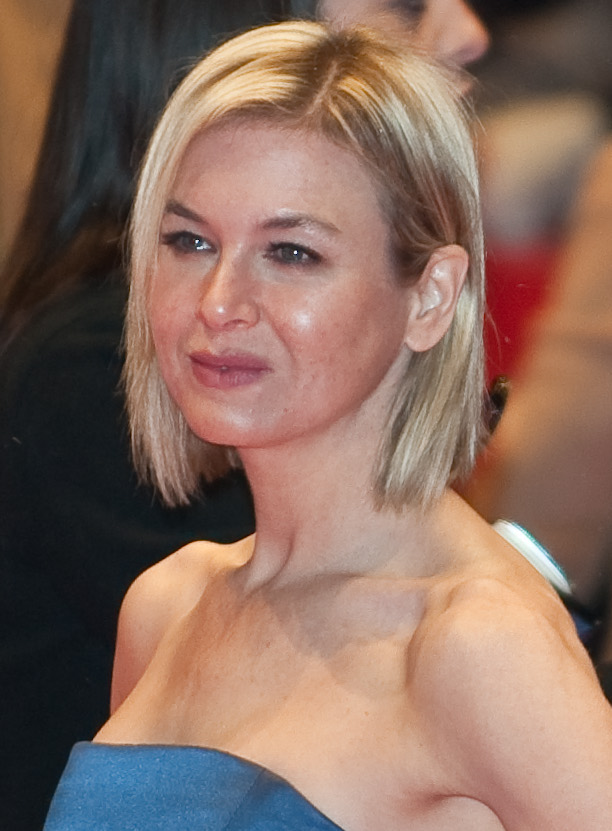
Renée Zellweger, Nữ diễn viên chính xuất sắc nhất

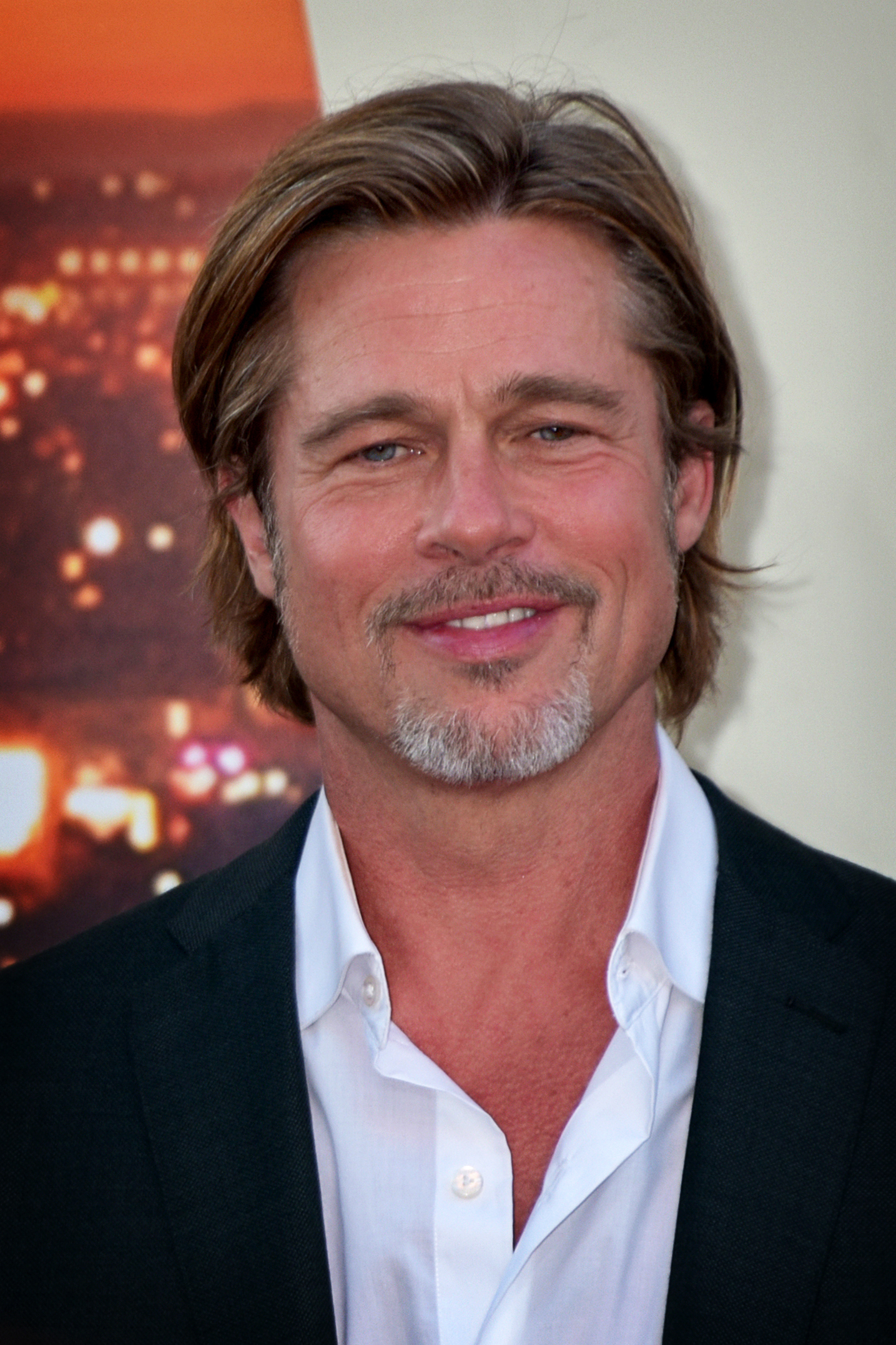
Brad Pitt, Nam diễn viên phụ xuất sắc nhất

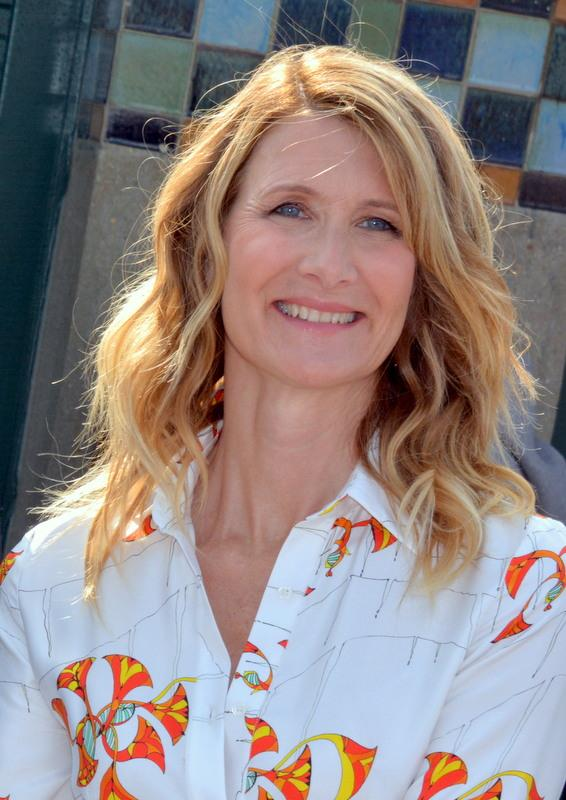
Laura Dern, Nữ diễn viên phụ xuất sắc nhất

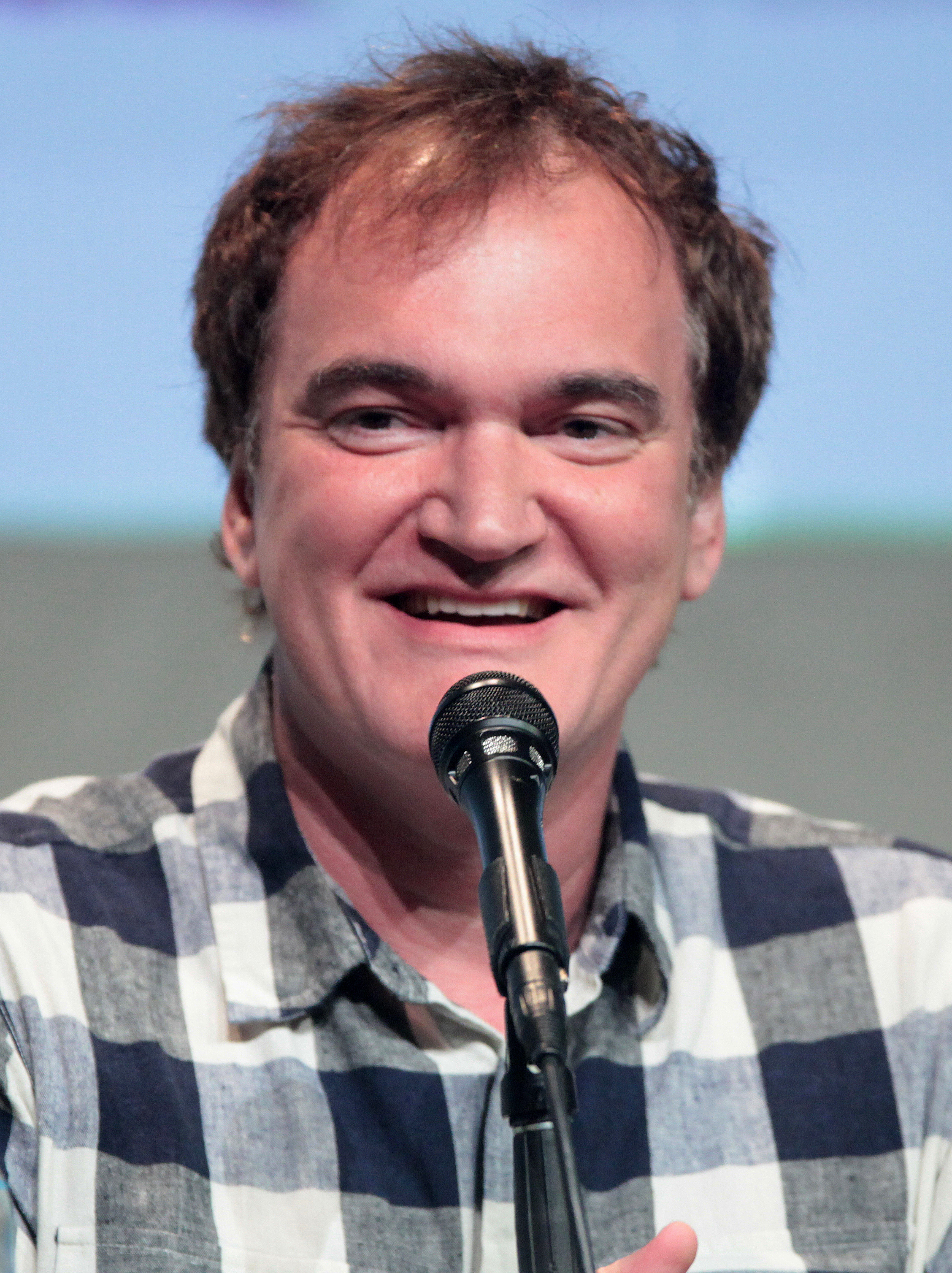
Quentin Tarantino, chủ nhân giải Kịch bản gốc xuất sắc nhất

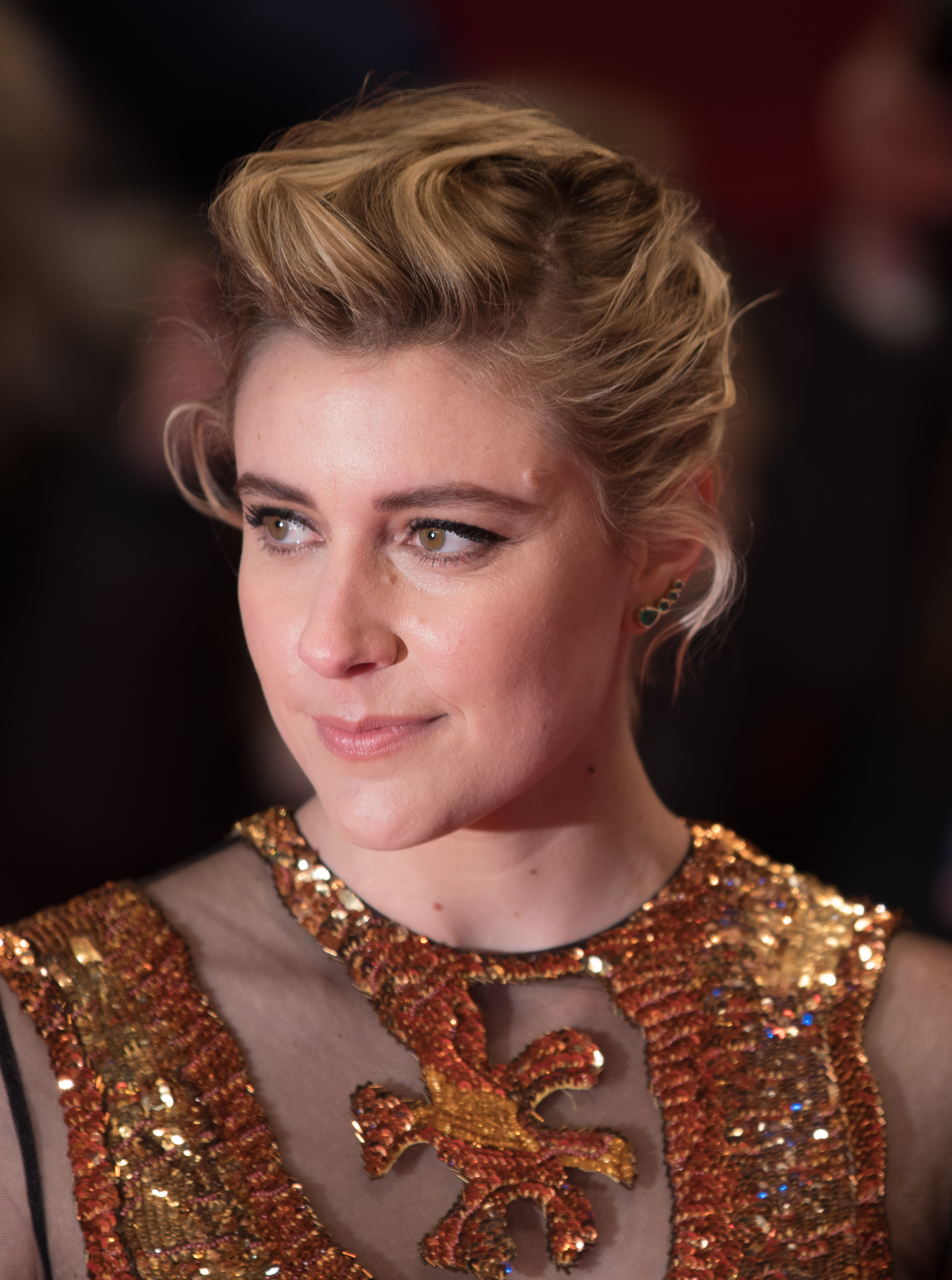
Greta Gerwig, chủ nhân giải Kịch bản chuyển thể xuất sắc nhất

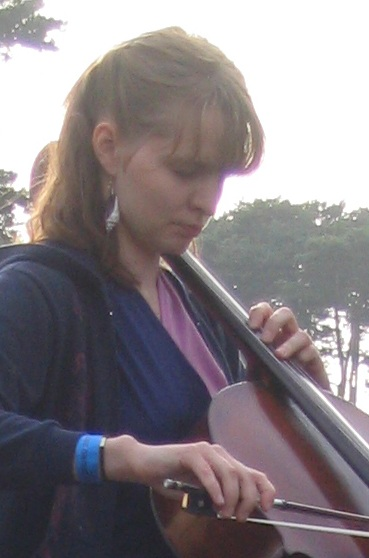
Hildur Guðnadóttir, chủ nhân giải Nhạc nền hay nhất

| Phim hay nhất - Chuyện ngày xưa ở... Hollywood - 1917 - Cuộc đua lịch sử - Người đàn ông Ireland - Jojo Rabbit - Joker - Những người phụ nữ bé nhỏ - Câu chuyện hôn nhân - Ký sinh trùng - Kim cương trong đá | Đạo diễn xuất sắc nhất - Bong Joon-ho – Ký sinh trùng (ĐỒNG GIẢI) - Sam Mendes – 1917 (ĐỒNG GIẢI) - Noah Baumbach – Câu chuyện hôn nhân - Greta Gerwig – Những người phụ nữ bé nhỏ - Josh Safdie và Benny Safdie – Kim cương trong đá - Martin Scorsese – Người đàn ông Ireland - Quentin Tarantino – Chuyện ngày xưa ở... Hollywood                                                                    |
| Nam diễn viên chính xuất sắc nhất - Joaquin Phoenix – Joker vai Arthur Fleck / Joker - Antonio Banderas – Pain and Glory vai Salvador Mallo - Robert De Niro – Người đàn ông Ireland as Frank Sheeran - Leonardo DiCaprio – Chuyện ngày xưa ở... Hollywood vai Rick Dalton - Adam Driver – Câu chuyện hôn nhân vai Charlie Barber - Eddie Murphy – Dolemite Is My Name vai Rudy Ray Moore - Adam Sandler – Kim cương trong đá vai Howard Ratner | Nữ diễn viên chính xuất sắc nhất - Renée Zellweger – Judy vai Judy Garland - Awkwafina – Lời từ biệt vai Billi Wang - Cynthia Erivo – Harriet vai Harriet Tubman - Scarlett Johansson – Câu chuyện hôn nhân vai Nicole Barber - Lupita Nyong'o – Chúng ta vai Adelaide Wilson / Red - Saoirse Ronan – Những người phụ nữ bé nhỏ vai Josephine "Jo" March - Charlize Theron – Tin "nóng" vai Megyn Kelly |
| Nam diễn viên phụ xuất sắc nhất - Brad Pitt – Chuyện ngày xưa ở... Hollywood vai Cliff Booth - Willem Dafoe – The Lighthouse vai Thomas Wake - Tom Hanks – A Beautiful Day in the Neighborhood vai Fred Rogers - Anthony Hopkins – Hai vị Giáo hoàng vai Pope Benedict XVI - Al Pacino – Người đàn ông Ireland vai Jimmy Hoffa - Joe Pesci – Người đàn ông Ireland vai Russell Bufalino                                                         | Nữ diễn viên phụ xuất sắc nhất - Laura Dern – Câu chuyện hôn nhân vai Nora Fanshaw - Scarlett Johansson – Jojo Rabbit vai Rosie Betzler - Jennifer Lopez – Hustlers vai Ramona Vega - Florence Pugh – Những người phụ nữ bé nhỏ vai Amy March - Margot Robbie – Tin "nóng" vai Kayla Pospisil - Zhao Shuzhen – Lời từ biệt vai Nai Nai                                                                  |
| Nam/nữ diễn viên trẻ xuất sắc nhất - Roman Griffin Davis – Jojo Rabbit vai Johannes "Jojo Rabbit" Betzler - Julia Butters – Chuyện ngày xưa ở... Hollywood vai Trudi Fraser - Shahadi Wright Joseph – Chúng ta vai Zora Wilson / Umbrae - Noah Jupe – Honey Boy vai Otis Lort (12) - Thomasin McKenzie – Jojo Rabbit vai Elsa Korr - Archie Yates – Jojo Rabbit vai Yorki                                                                       | Dàn diễn viên xuất sắc nhất - Người đàn ông Ireland - Tin "nóng" - Kẻ đâm lén - Những người phụ nữ bé nhỏ - Câu chuyện hôn nhân - Chuyện ngày xưa ở... Hollywood - Ký sinh trùng |
| Kịch bản gốc xuất sắc nhất - Quentin Tarantino – Chuyện ngày xưa ở... Hollywood - Noah Baumbach – Câu chuyện hôn nhân - Bong Joon-ho và Han Jin-won – Ký sinh trùng - Rian Johnson – Kẻ đâm lén - Lulu Wang – Lời từ biệt | Kịch bản chuyển thể xuất sắc nhất - Greta Gerwig – Những người phụ nữ bé nhỏ - Micah Fitzerman-Blue và Noah Harpster – A Beautiful Day in the Neighborhood - Anthony McCarten – Hai vị Giáo hoàng - Todd Phillips và Scott Silver – Joker - Taika Waititi – Jojo Rabbit - Steven Zaillian – Người đàn ông Ireland                                                                                       |
| Quay phim xuất sắc nhất - Roger Deakins – 1917 - Jarin Blaschke – The Lighthouse - Phedon Papamichael – Cuộc đua lịch sử - Rodrigo Prieto – Người đàn ông Ireland - Robert Richardson – Chuyện ngày xưa ở... Hollywood - Lawrence Sher – Joker | Thiết kế sản xuất xuất sắc nhất - Barbara Ling và Nancy Haigh – Chuyện ngày xưa ở... Hollywood - Mark Friedberg và Kris Moran – Joker - Dennis Gassner và Lee Sandales – 1917 - Jess Gonchor và Claire Kaufman – Những người phụ nữ bé nhỏ - Lee Ha-jun – Ký sinh trùng - Bob Shaw và Regina Graves – Người đàn ông Ireland - Donal Woods và Gina Cromwell – Downton Abbey                              |
| Dựng phim xuất sắc nhất - Lee Smith – 1917 - Ronald Bronstein và Benny Safdie – Kim cương trong đá - Andrew Buckland và Michael McCusker – Cuộc đua lịch sử - Yang Jin-mo – Ký sinh trùng - Fred Raskin – Chuyện ngày xưa ở... Hollywood - Thelma Schoonmaker – Người đàn ông Ireland | Thiết kế phục trang xuất sắc nhất - Ruth E. Carter – Dolemite Is My Name - Julian Day – Người hỏa tiễn - Jacqueline Durran – Những người phụ nữ bé nhỏ - Arianne Phillips – Chuyện ngày xưa ở... Hollywood - Sandy Powell và Christopher Peterson – Người đàn ông Ireland - Anna Robbins – Downton Abbey                                                                                                |
| Hóa trang và làm tóc xuất sắc nhất - Tin "nóng" - Dolemite Is My Name - Người đàn ông Ireland - Joker - Judy - Chuyện ngày xưa ở... Hollywood - Người hỏa tiễn | Hiệu ứng hình ảnh xuất sắc nhất - Avengers: Hồi kết - 1917 - Giải mã bí ẩn Ngân Hà - Kẻ du hành trên mây - Cuộc đua lịch sử - Người đàn ông Ireland - Vua sư tử |
| Phim hoạt hình hay nhất - Câu chuyện đồ chơi 4 - Everest: Người tuyết bé nhỏ - Nữ hoàng băng giá 2 - Bí kíp luyện rồng: Vùng đất bí ẩn - Cơ thể tôi đâu rồi? - Missing Link | Phim hành động hay nhất - Avengers: Hồi kết - 1917 - Cuộc đua lịch sử - Sát thủ John Wick: Phần 3 – Chuẩn bị chiến tranh - Người Nhện xa nhà |
| Phim kinh dị/khoa học viễn tưởng hay nhất - Chúng ta - Giải mã bí ẩn Ngân Hà - Avengers: Hồi kết - Midsommar | Phim hài hay nhất - Dolemite Is My Name - Booksmart - Lời từ biệt - Jojo Rabbit - Kẻ đâm lén |
| Nhạc nền hay nhất - Hildur Guðnadóttir – Joker - Michael Abels – Chúng ta - Alexandre Desplat – Những người phụ nữ bé nhỏ - Randy Newman – Câu chuyện hôn nhân - Thomas Newman – 1917 - Robbie Robertson – Người đàn ông Ireland | Ca khúc hay nhất - "Glasgow (No Place Like Home)" – Wild Rose (ĐỒNG GIẢI) - "(I'm Gonna) Love Me Again" – Người hỏa tiễn (ĐỒNG GIẢI) - "I'm Standing With You" – Breakthrough - "Into the Unknown" – Nữ hoàng băng giá 2 - "Speechless" – Aladdin - "Spirit" – Vua sư tử (phim 2019) - "Stand Up" – Harriet                                                                                             |
| Phim ngoại ngữ hay nhất - Ký sinh trùng • Hàn Quốc - Atlantics • Senegal - Les Misérables • Pháp - Pain and Glory • Tây Ban Nha - Portrait of a Lady on Fire • Pháp | |

### Giải #SeeHer
- Kristen Bell[4]

### Giải Thành tựu trọn đời
- Eddie Murphy[5]